# Fay Weldon
Pour les articles homonymes, voir Weldon.
Fay Weldon, née Franklin Birkinshaw le 22 septembre 1931 à Birmingham et morte le 4 janvier 2023 à Northampton, est une romancière et essayiste britannique dont le travail est associé au féminisme.

## Romans
- The Fat Woman's Joke (1967)
- Down Among the Women (1971)
- Female Friends (1975)
- Remember Me (1976)
- Little Sisters (1977)
- Praxis (1978)
- Puffball (1980)
- The President's Child (1982)
- The Life and Loves of a She-Devil (1983)
- She-Devil, la diable
- She-Devil, la diable (She-Devil) est un film américain de Susan Seidelman sorti en 1989, adaptation cinématographique du roman The Life and Loves of a She-Devil de l'écrivain britannique Fay Weldon.
  - Scénario : Barry Strugatz (en), Mark R. Burns et Fay Weldon
- Letters to Alice: On First Reading Jane Austen (1984)
- The Shrapnel Academy (1986)
- The Heart of the Country (1987)
- The Hearts and Lives of Men (1987)
- Leader of the Band (1988)
- The Cloning of Joanna May (1989)
- Darcy's Utopia (1990)
- Affliction (1994)
- Growing Rich (1992)
- Life Force (1992)
- Splitting (1995)
- Worst Fears (1996)
- Big Women (1997)
- My Mother said (1998)
- Rhode Island Blues (2000)
- The Bulgari Connection (2001)
- Mantrapped (2004)
- She May Not Leave (2006)
- The Spa Decameron (2007)
- The Stepmother's Diary (2008)
- Chalcot Crescent (2009)

## Filmographie
- 1978 : Sanglant Voyage scolaire (Killer's Moon) d'Alan Birkinshaw